# Elle ezkera
Elle ezkera (Ele ezkera; auch:  Asara Haruge Malchut) ist ein nach 500 entstandener aggadischer Midrasch.
Er ist benannt nach Ps 42,5 : אֵ֤לֶּה אֶזְכְּרָה Derer will ich gedenken und beschreibt die Hinrichtung von zehn berühmten Tannaiten: 
1. Rabban Simeon ben Gamaliel II.
2. Hohepriester Jischmael ben Elischa ha-Kohen Gadol
3. Rabbi Akiba
4. Chanina ben Teradjon
5. Jehuda ben Baba
6. Jehuda ben Dama
7. Chutspit
8. Chananja ben Chakinai
9. Jeschebab
10. Eleasar ben Schammua

Der Bericht ist ungeschichtlich, die zehn Männer lebten zu verschiedenen Zeiten und konnten nicht gleichzeitig hingerichtet werden. Die Zahl 10 ist nachgeschoben, um eine Verbindung mit den zehn Brüdern Josefs zu konstruieren, die ihn einst nach Ägypten verkauften, wofür die zehn Märtyrer nun Sühne leisten.:S. 229 f. Ihr Martyrium steht zugleich für die Garantie kommender Erlösung und des nahen Endes Roms.:S. 330
Diese Schrift gehörte im Mittelalter neben der Aqedat Isaak zur Grundlage der jüdischen Martyrologie und ist daher in zahlreichen Manuskripten und Versionen erhalten.